# 汪煇
汪煇（1572年—1628年），字德仲，號柱河，河南嵩縣籍，直隸休寧縣人。明朝政治人物。

## 生平
萬曆二十五年（1597年）丁酉科河南鄉試第十五名舉人，二十九年（1601年）辛丑科會試第二百七十四名，未殿试，三十二年（1604年）甲辰科二甲二十八名進士，選庶吉士，三十八年授翰林院编修，于内府司礼监书堂教书。四十三年升南京国子监司业，四十五年升左中允兼翰林院编修，四十七年为会试同考试官。熹宗即位，升左諭德、右庶子兼侍读，掌右春坊印，天启二年升詹事府少詹事兼翰林院侍读学士，累官礼部右侍郎、南京吏部右侍郎兼翰林院侍读学士，充实录副总裁，改吏部左侍郎，六年回部管右侍郎事。會魏忠賢建生祠，欲得煇文記其事，煇不可，削奪歸里。忠賢敗，復官，尋卒。